# Molophilus (Molophilus) gargantua
Molophilus (Molophilus) gargantua is een tweevleugelige uit de familie steltmuggen (Limoniidae). De soort komt voor in het Neotropisch gebied.